# Příkaz na místě
Příkaz na místě (dříve bloková pokuta) je jednou z možností rozhodnutí o potrestání za spáchaný přestupek. Touto formou lze ale uložit pouze pokutu. Podmínkou je také to, že nestačí vyřešení pouhou domluvou a pachatel souhlasí se zjištěným skutkovým stavem věci, jeho právní kvalifikací i uloženou pokutou. Pokutu lze takto uložit maximálně do výše 10 000 Kč (nepodnikajícímu mladistvému 2 500 Kč).
Pro pokuty vydává Ministerstvo financí příkazové bloky a správní orgány (včetně policie) je přebírají od celních úřadů, příp. od krajských úřadů, pokud výnos z nich plyne do rozpočtu kraje nebo obce. Uvádí se v nich označení správního orgánu i obviněného z přestupku, popis skutku, právní kvalifikace, výše pokuty, datum a místo vydání a podpisy jednající úřední osoby a obviněného. Musí také obsahovat poučení o právních následcích, protože vzhledem k předchozímu souhlasu se zaplacením se již proti uložené pokutě nelze odvolat, podpisem příkazového bloku se příkaz na místě stává ihned pravomocným a vykonatelným rozhodnutím. Jestliže nebude pokuta zaplacena na místě, vydá se příkazový blok na peněžitou povinnost na místě nezaplacenou, který může sloužit jako podklad pro nařízení a vedení exekuce, pokud nebude ve stanovené lhůtě splatnosti uhrazen.